# Rewská kosa
Rewská kosa nebo Rewský poloostrov (polsky Cypel Rewski, Mierzeja Rewska nebo Szperk) je turisticky atraktivní písečný poloostrov, který se nachází u vesnice Rewa (gmina Kosakowo, okres Puck, Pomořské vojvodství) na pobřeží Baltského moře v Polsku.

## Další informace
Rewská kosa, jako část Rewy, je známé turistické, rekreační a sportovní místo (windsurfing, kitesurfing aj.) s písečnými plážemi.
Rewská kosa, s délkou cca 800 m, je výstupkem písečné mělčiny (polsky Rybitwia Mielizna nebo Mewia Rewa) dělící Puckou zátoku na dvě části a to vnitřní (mělčí, součást chráněné oblasti Nadmorski Park Krajobrazowy) od vnější (hlubší, sousedící s Gdaňským zálivu). Mělčina vznikla přirozeným způsobem, a to prouděním vody. Tato písečná mělčina tvoří téměř v přímé linii „stezku“ z Rewy do Kuźnice na poloostrově Hel. Stezka s názvem Marsz Śledzia (česky Pochod sleďů) vede mělkou vodou a hluboká je jen na jednom místě. Za příznivých podmínek a pouze jednou za rok lze vodní stezku o délce cca 10 km organizovaným způsobem projít za 6 hodin (voda sahá průměrně po kolena) a hluboké úseky lze překonat na lodi. Lákadlem pro účastníky pochodu je také návštěva vraku ponorky ORP Kujawiak, která částečně vyčnívá nad hladinu Baltského moře.

## Galerie

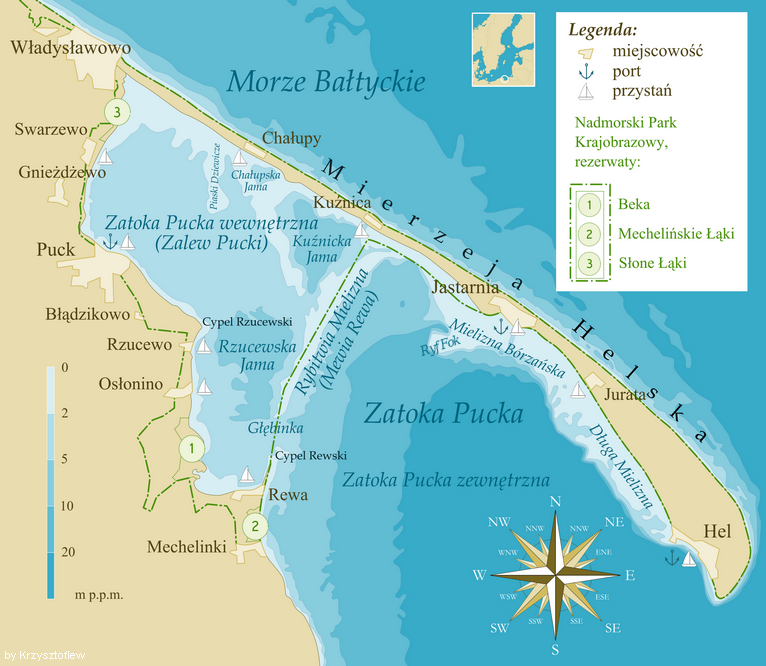
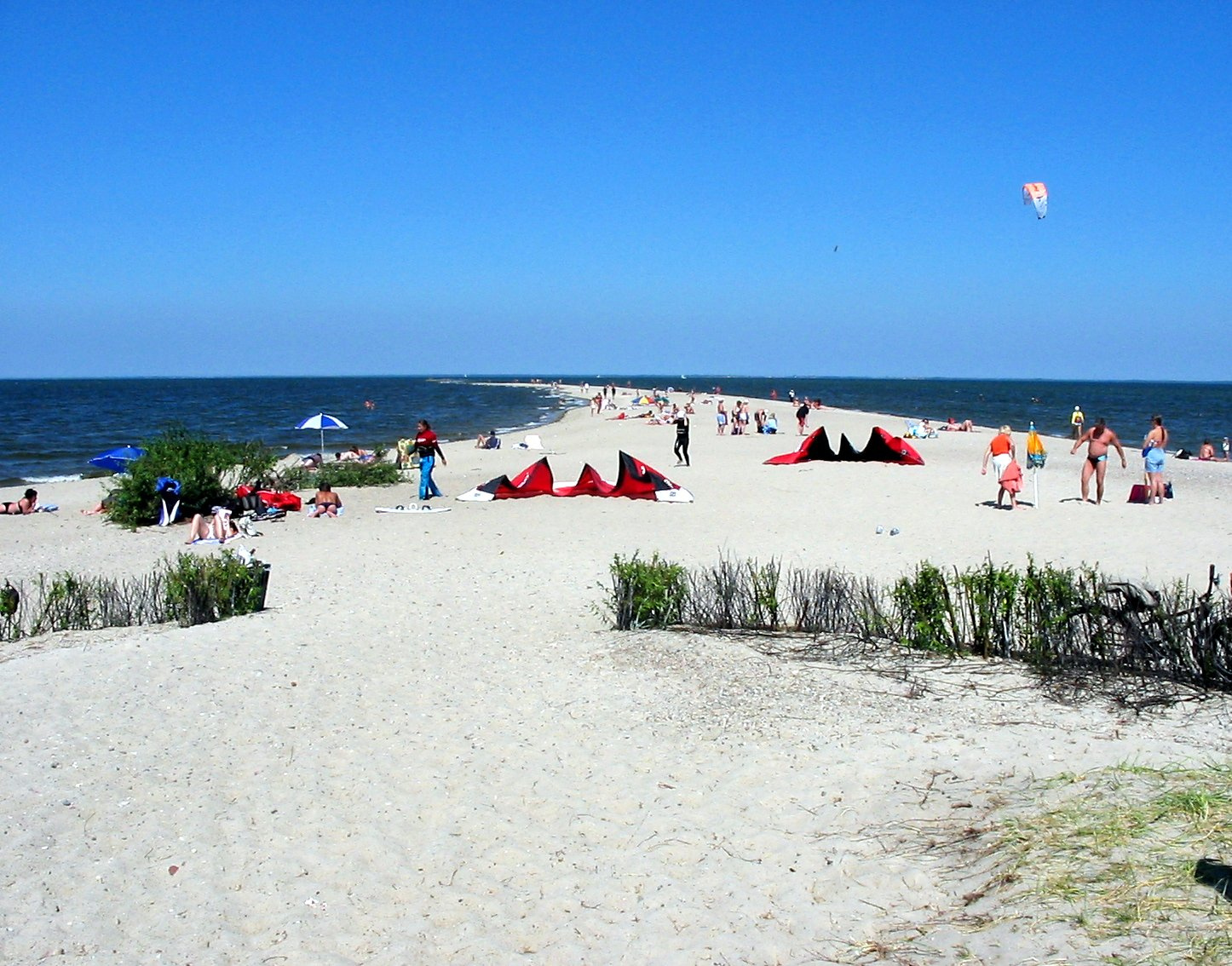
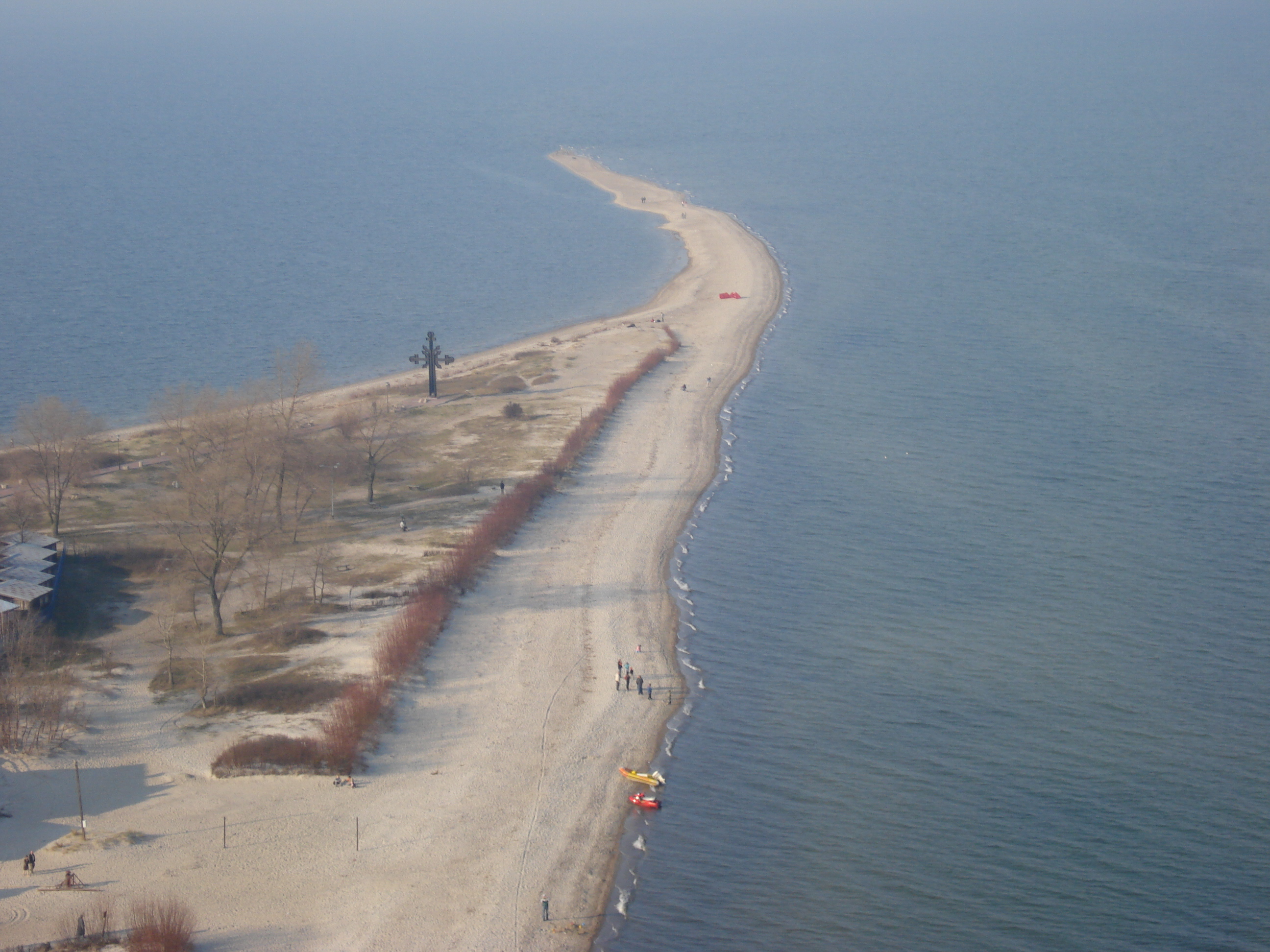
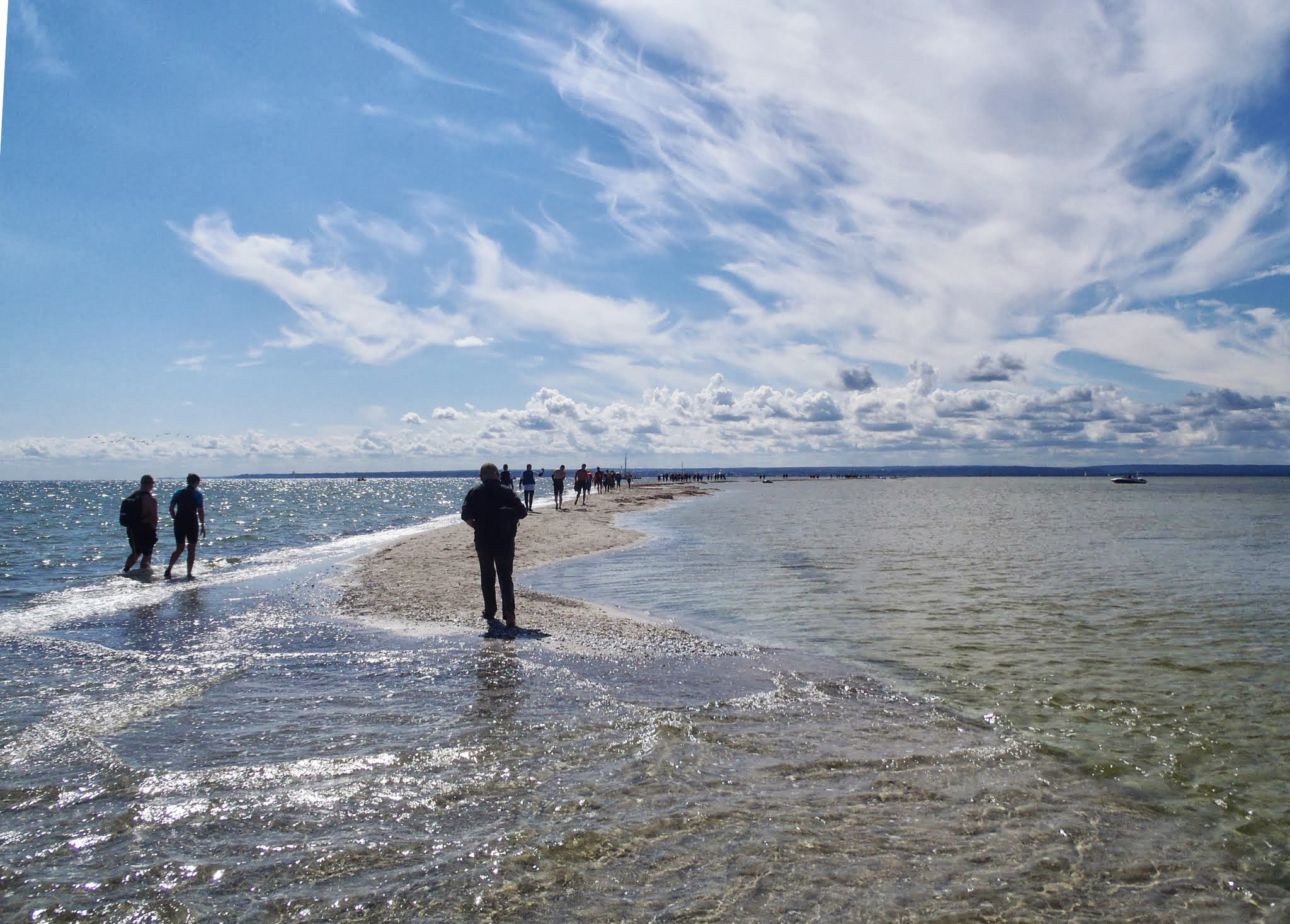
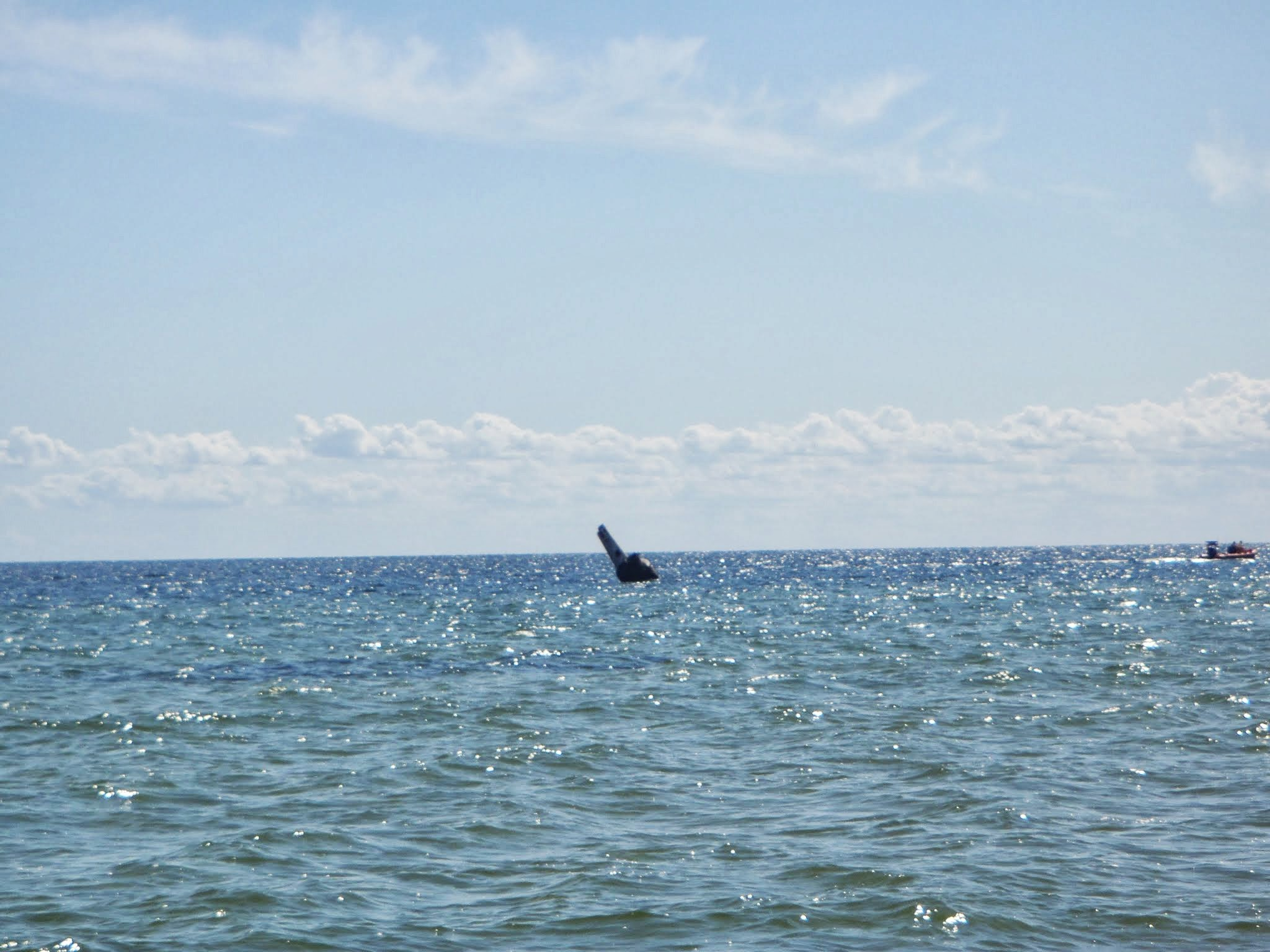